# Anathallis pabstii
Anathallis pabstii är en orkidéart som först beskrevs av Leslie Andrew Garay, och fick sitt nu gällande namn av Alec M. Pridgeon och Mark W. Chase. Anathallis pabstii ingår i släktet Anathallis och familjen orkidéer. Inga underarter finns listade i Catalogue of Life.